# Püspöki kastély (Fertőrákos)
A fertőrákosi püspöki kastély (utolsó nagy építtetőjéről nevezik Zichy-kastélynak is) egyemeletes, rokokó homlokzatú, szabadon álló épület belső udvarral. Erkélyes homlokzata háromszög oromzatos. Dísztermét és kápolnáját barokk falképek ékesítik, két szobáját pedig rokokó stukkók. A kastély alapvetően a győri püspökök nyári rezidenciája volt, de Győr török megszállásának idején állandó székhelyül is szolgált. A település központjában helyezkedik el, a községen áthaladó 8526-os út mellett.

## Története

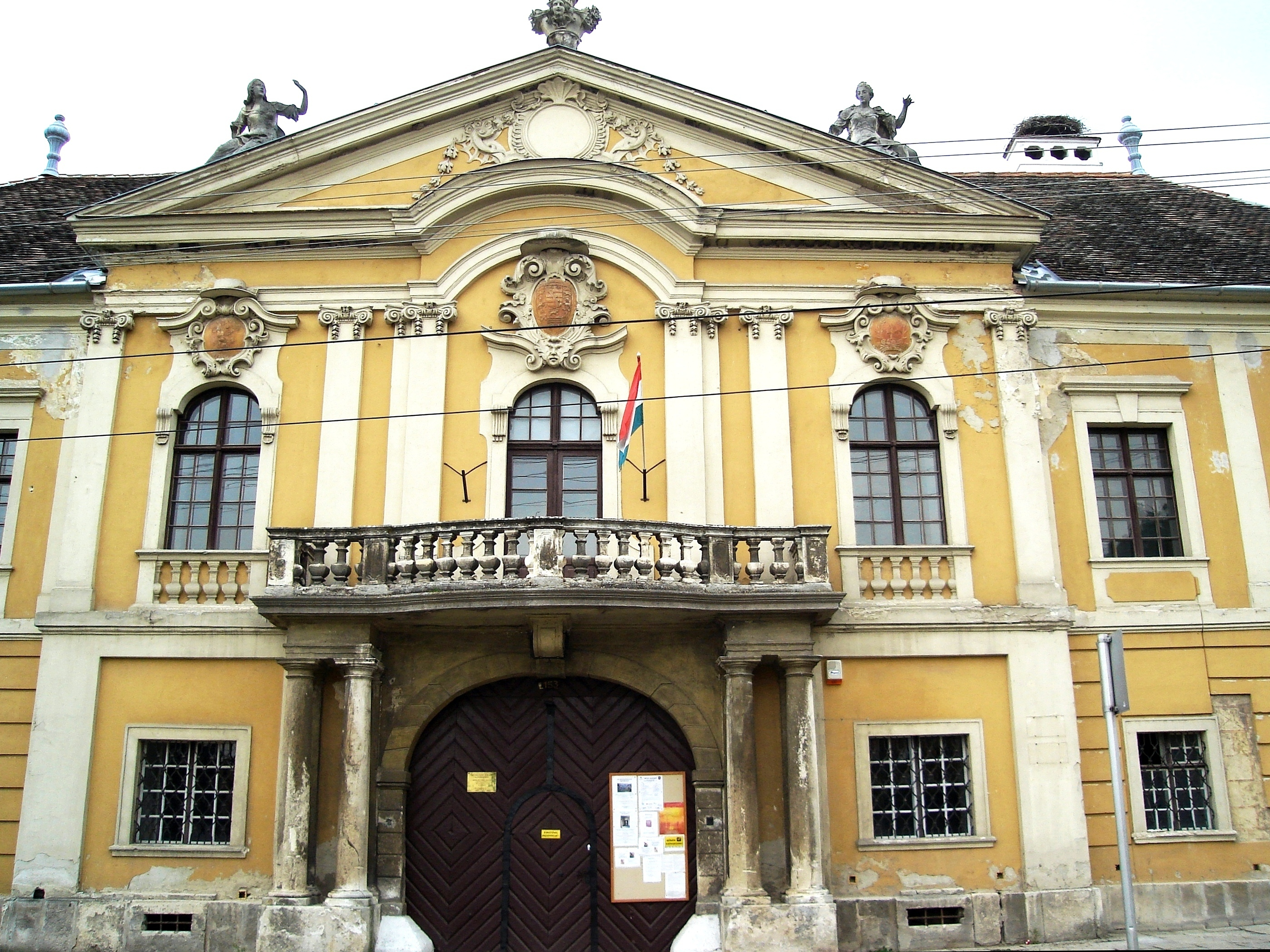
A főbejárat

Elődjét valamikor az Árpád-korban építhették, de ennek maradványait nem ismerjük, mert a kastélyt 1311-ben, a püspök és Sopron városának viszálykodásában a soproniak lerombolták. Egy akkor kelt oklevél szerint – részben a soproniak jóvátételéből – a kastélyt újjáépítették. Ebben a régi kastélyban volt Nagylucsei Dóczy Orbán püspöknek és tárnokmesternek vendége Mátyás király, aki a Fertő festői környékét a faluból szemlélte. A török 1529., 1532. évi ottjártakor a kastély ismét erősen megrongálódott. Ezt követően az épület huzamosabb ideig használaton kívül állt, állapota erősen leromlott.
Az 1580-as években Draskovich György újíttatta fel, majd az 1587. évi és az 1653. évi urbárium szerint a kastélyt új alapokra helyezve teljesen átépítette. Az új épületnek földszintjén immár öt, emeletén három helyiség volt.
Mai alakját három jelentős győri püspök építkezéseinek eredményeként nyerte el a 17. század utolsó harmada és a 18. század közepe között. Széchényi György idejében (1658–1685) jött létre az U alakú épület, amely nemcsak a pihenést szolgálta, hanem a püspök innen irányította az evangélikus Sopron rekatolizálását. Az 1681. évi soproni országgyűlés alkalmával itt látogatta meg őt I. Lipót király (1681. június 3.). Az eseményt 1789-ben Zalka János püspök emléktáblával örökítette meg a kapualjban.
Keresztély Ágost püspöksége alatt (1692–1725) folytatódtak a munkálatok; teljesen helyreállították az 1683. évi török támadásokban erősen megsérült épületet. A kastély mai megjelenése, külső és belső díszítésének egysége a harmadik nagy építtető, gróf Zichy Ferenc (1743–1783) győri püspök ízlését tükrözi. A terveket feltehetően Matthias Franz Gerl (1712–1765) bécsi kamarai, polgári és érseki építésszel készíttette el, és ugyanő irányította az 1745-ben elkezdett munkálatokat is. Meghosszabbíttatta a két szárnyat, majd az udvar mögötti rész beépítésével zárt, négyszögű alaprajzot alakíttatott ki. Az utcára néző épület belső oldalát egy keskeny második traktussal bővítették, ide került a szűk, de igényes kőszobrászati munkával kialakított lépcsőház. Az épület utcai főhomlokzatának középrésze szobrokkal és vázával díszített, timpanonos lezárást kapott, az ívben megtört övpárkány alatt a kegyurak címerét helyezték el. 1789-ben itt fejeződött be a soproni társaskáptalan felállítása és a kanonokok beiktatása, amikor Zichy püspök két hosszú asztalnál vendégül látta Sopron egyházi és világi méltóságait.
Simor János püspök a kastélyban rendeztette be hazánk első ismert üvegfestő műhelyét, amelyet Wilfing József, a soproni bencés gimnázium rajztanára vezetett. Az első próbaégetés 1860 elején történt, s a műhely 1867-ig üzemelt. Több soproni templom, így a Szent Mihály templom, valamint az Orsolyita-templom üvegablakai készültek itt.
A kastély a második világháborúban erősen megrongálódott. Az államosítások után az épület közcélokat szolgált, kialakítottak benne termelőszövetkezeti irodákat, pincészetet, gépállomást, valamint mozitermet, községi könyvtárat, egy időben ideiglenes tantermeket, óvodát is. Állaga – az 1966. évi részleges helyreállítás ellenére – folyamatosan romlott.
A kastély jelenleg a Magyar Állam tulajdonából ki nem adható kiemelt műemlék, kezelését a Műemlékek Nemzeti Gondnoksága végzi.

## Az épület

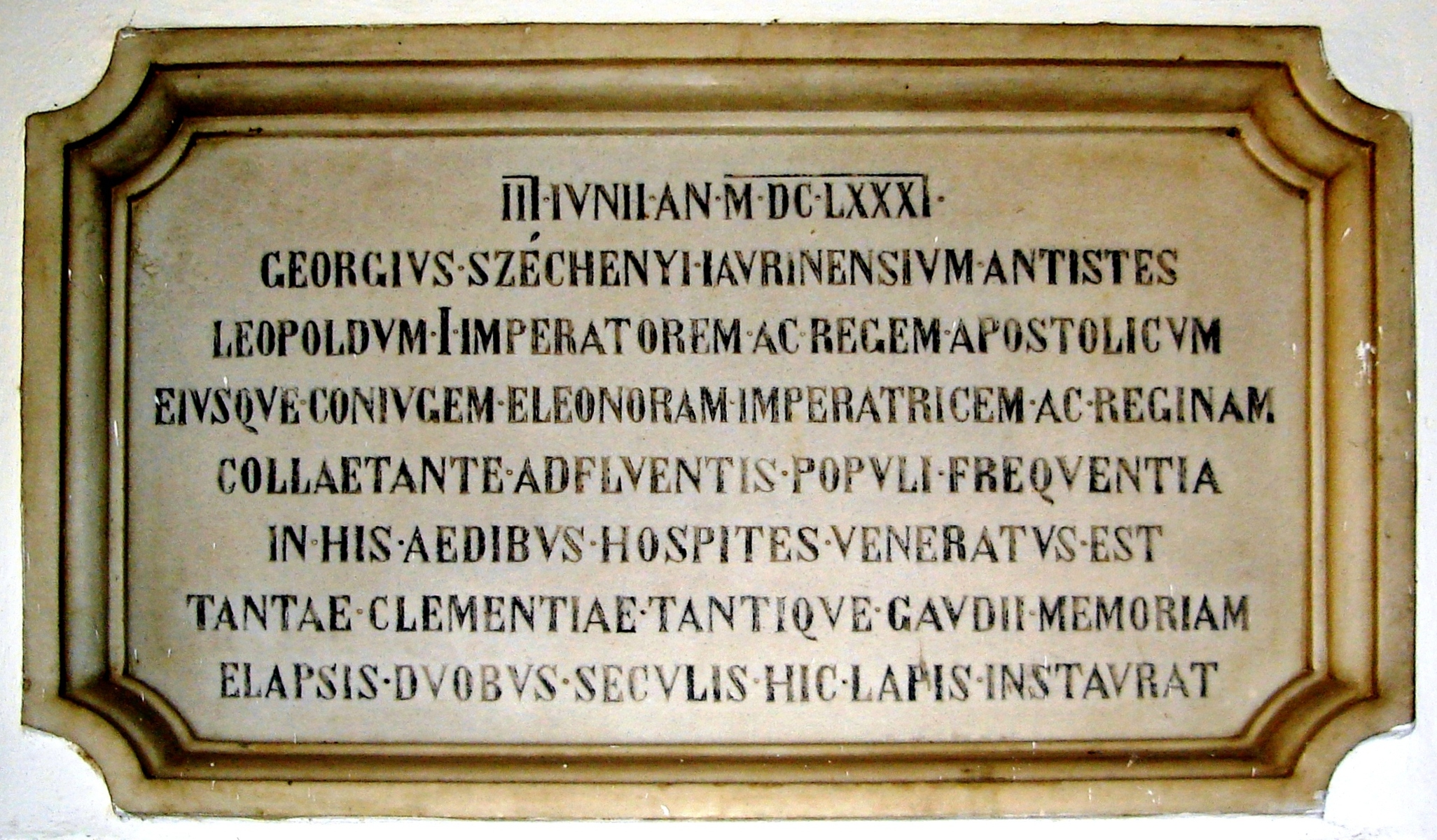
I. Lipót látogatásának emléktáblája

A kilenc tengelyes homlokzat három középső tengelye rizalit, amit orom koronáz. A két szint között övpárkány fut végig. Az oromszárnyakon egy-egy allegorikus női alak áll, a csúcsot rokokó váza díszíti. Az orommező díszítése is rokokó stílusú. Az első emelet oldalrészein lizéna tagolást láthatunk, a széleken pedig egy-egy üres, hosszúkás mezőt. Az ablakok íveit zárókő koronázza; a szemöldök- és könyöklőpárkányok egyenesek. Az előre ívelő erkély a rizalit egész szélességét elfoglalja. A pilléreken és mögöttük toszkán félpilléreken félköríves erkélyajtó nyílik. Ilyenek az erkély ablakai is; alattuk a térdfal baluszteres. Az ablakok felett kisebb, az ajtó felett nagyobb püspöki címer látható; ez utóbbi miatt az oromzat alsó peremét megemelték. Középen Keresztély Ágost címere látható a kardinális kalappal; balra Széchényi Györgyé, amely egy halom tetején álló kiterjesztett szárnyú sast ábrázol babérkoszorúval a csőrében; jobbra pedig Zichy Ferenc címere látható, melyen ötágú koronából kitűnő szarvasagancsok keresztet fognak körül.
A rizalitot az emeleten ión félpillérek tagolják. A földszint vonalkázott falmezejében az emeletieknél kisebb ablakok apácarácsosak. A többi fal dísztelen. A tetőn a gerinc két végét egy-egy hatalmas vasbuzogány zárja le.
A kapu kosáríves, a lépcsőház feltűnően keskeny. A lépcső oválisan áttört kőkorlátján puttószobrok lámpásokat tartottak – sajnos, ezek jelenleg nem láthatók.

## Díszítések

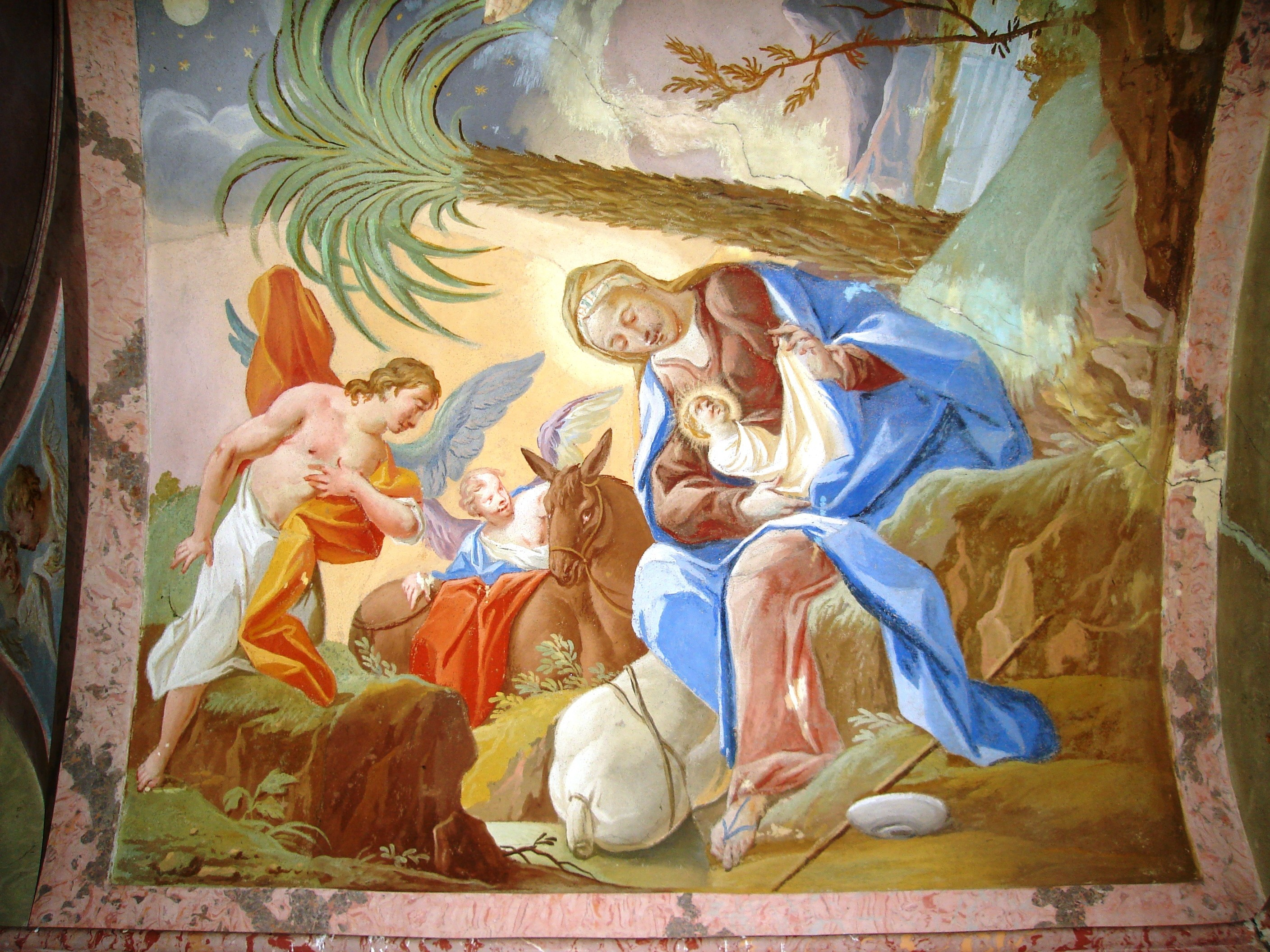
Freskórészlet

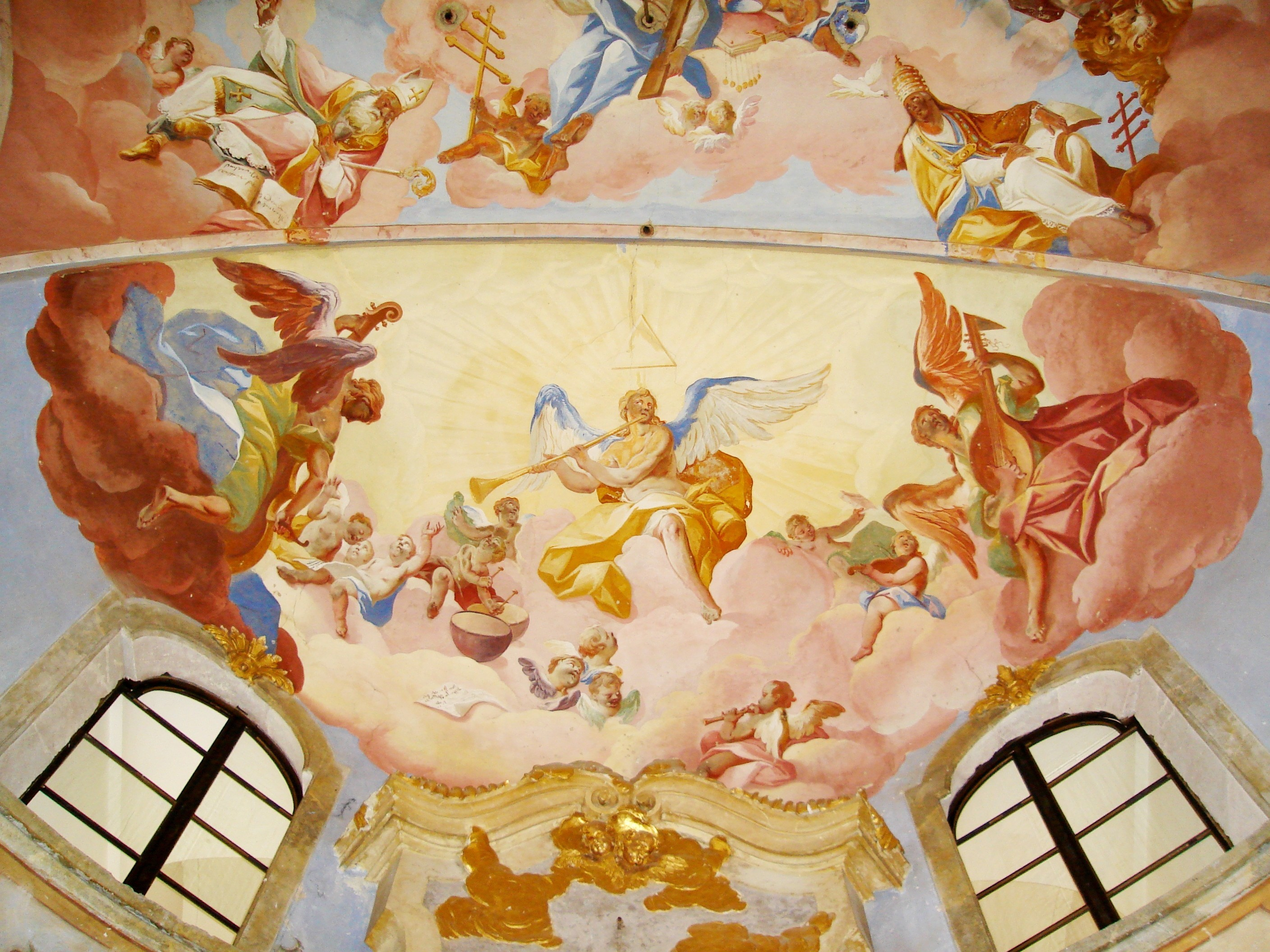
A kápolna mennyezete

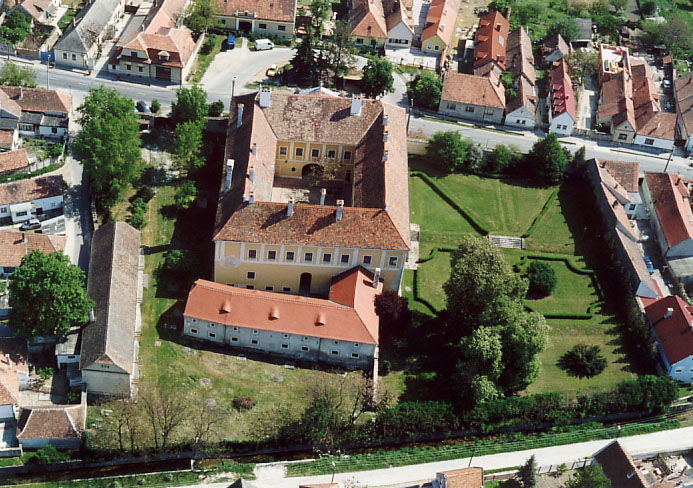
A kastély légifelvételről

Az emeleti nagyterem tükörboltozatának freskóján a hét szabad művészet allegorikus nőalakjai hódolnak a Teremtőnek. A rokokó füzéres keretelésben négy grisaille: Pallasz Athéné (tudomány), Hesztia (háziasság), Vulkán (ipar) és Hermész (kereskedelem). A "D.Rosa. F. A. 1745." jelzés Caietano di Rosa, többnyire Bécs külvárosait (Lainz, Obersakveit, Kaiserebersdorf) díszítő olasz festőre utal. Bár az épület eredeti berendezése nem maradt meg, számos helyiségében az eredeti rokokó kályhák láthatók, amelyeket Magner Károly (1732-1790), kiemelkedő győri fazekasmester készített 1760 és 1790 között.
A nagyterem mellett két oldalszoba nyílik rocaille-díszes stukkómennyezettel. Mindkettő falát rokokó és copf stílusú vázák, fonatok díszítik. Előttük a keskeny folyosó a szobáknak megfelelően rekeszekre tagolt. Az első rekesz lapos, függő kupoláját díszítő freskón három puttót láthatunk Zichy Ferenc püspöki címerével, a másik (főalak nélküli) freskón az égboltot madarakkal.
A kastély északkeleti szárnyának három szobáját is kifestették. A stukkóval és a műmárvánnyal díszített püspöki hálószobában a Menekülés Egyiptomba jelenete látható.
A két szintet átfogó belmagasságú házikápolna az északkeleti szárny déli végében kapott helyet. Felső részébe a két keskenyebb falon ablakok nyílnak az emeleti folyosókról. A két szakaszból álló csehsüvegboltozat lezárása félköríves. A fonatos dísszel körülvett ablakok melletti freskókon angyalok láthatók. A két mező egyike Veronika kendőjét ábrázolja, a másik Jézus kínvallatásának jelvényeit. A négy sarokban a négy világvallást bemutató allegorikus képek erősen sematikusak. A mennyezeti freskók valószínűleg egy középszerű barokk festő munkái, amiket Storno Ferenc 1861-ben restaurált (a kor divatjának megfelelően erősen átfestett).
A Mária koronázása a Szentháromság kíséretében témájú hajdani oltárképet feltehetően Fritsch Zsigmond bécsi festő készítette, jelenleg a plébánián van; a kápolnában egy sajnálatosan elmért (elméretezett) másolatot láthatunk. Hasonlóképpen a plébánián van a kápolnát egykor díszítő négy nagy olajfestmény Krisztus életének képeivel: kánai menyegző, lábmosás, utolsó vacsora, emmauszi jelenet. Talán ismeretlen olasz festő művei lehetnek a XVIII. század második feléből.

## Egyéb látnivalók
A kastély mellett kisméretű, zárt barokk díszkert található, melyet egykor virágágyások és szökőkutak is díszítettek. A teraszos kialakítású kert területi egysége megmaradt ugyan, de szinte valamennyi történeti múlttal rendelkező részletét elvesztette. Hajdan a kastély utcai homlokzata előtt, kő alapzatú vasrácskerítéssel határolt kis előkertet is kialakítottak. A kastély zárt udvarában szép törökmogyoró fa található.
A kastély alatt két hatalmas boltozott mennyezetű pince van; az egyikben két, XIX. századi szőlőprés áll. Az egyik pincéből nyíló, beomlott végű földalatti folyosó felderítetlen – a helyi legendák szerint az alagút a patak alatt a túloldali erdőig, esetleg egészen Sopronig húzódott. Kővel rakott, keskeny, íves bejárata középkorinak tűnik.